# Печёрский, Александр Александрович
Александр Александрович Печёрский (род. 6 ноября 1964, Быстровка) — советский и российский биатлонист, пятикратный чемпион СССР и двукратный чемпион России. Мастер спорта международного класса, заслуженный тренер России.

## Биография
Представлял спортивное общество «Динамо» и город Новосибирск.
Чемпион мира по биатлону среди юниоров в эстафете (1987), в команде с Дмитрием Каратаевым, Олегом Скосыревым и Сергеем Чепиковым.
В 1992 году стал победителем спринтерской гонки на последнем чемпионате СССР/СНГ, проходившем в Ижевске. Ещё четыре раза побеждал на чемпионатах СССР в эстафетах и гонках патрулей (даты неизвестны[уточнить]). В 1993 году стал чемпионом России в индивидуальной гонке и эстафете.
После окончания спортивной карьеры перешёл на тренерскую работу. В 1998 году вошёл в тренерский штаб сборной России, где работал до середины 2000-х. Одновременно, не позднее 2002 года стал и до 2011 года работал тренером сборной Новосибирской области по биатлону. С 2016 года — тренер-преподаватель Центра зимних видов спорта Новосибирска по лыжным гонкам.
Организатор и постоянный участник ветеранских соревнований по биатлону в Новосибирске.

## Личная жизнь
Окончил Омский государственный институт физической культуры.
Супруга — Светлана Печёрская (Давыдова), призёр Олимпийских игр и неоднократная чемпионка мира по биатлону, обладательница Кубка мира. В семье трое детей.